# Rivotita
La rivotita és una espècie mineral no aprovada per l'Associació Mineralògica Internacional que va ser descrita com una espècie nova per Lluís Marià Vidal i Carreras (1842-1922).
Vidal va descriure com pertanyents a aquesta espècie, a finals del segle xix, unes mostres provinents de la mina de Serra Mata, més tard estudiades per Ducloux l'any 1874. Aquesta mina està situada a Bar, un agregat del municipi de El Pont de Bar, a l'Alt Urgell. La va anomenar d'aquesta manera en honor a L. E. Rivot (1820-1869), professor de l'Escola de Mines de París.
La rivotita havia de ser un carbonat de coure i antimoni hidratat, d'un color entre verd groguenc i verd grisós. Podria haver estat la primera localitat tipus a Catalunya, però l'any 1910 uns estudis més exhaustius van demostrar que no es tractava d'un nou mineral, sinó d'una barreja entre la malaquita i l'estibiconita.